# قائمة التواريخ المتوقعة لنهاية العالم

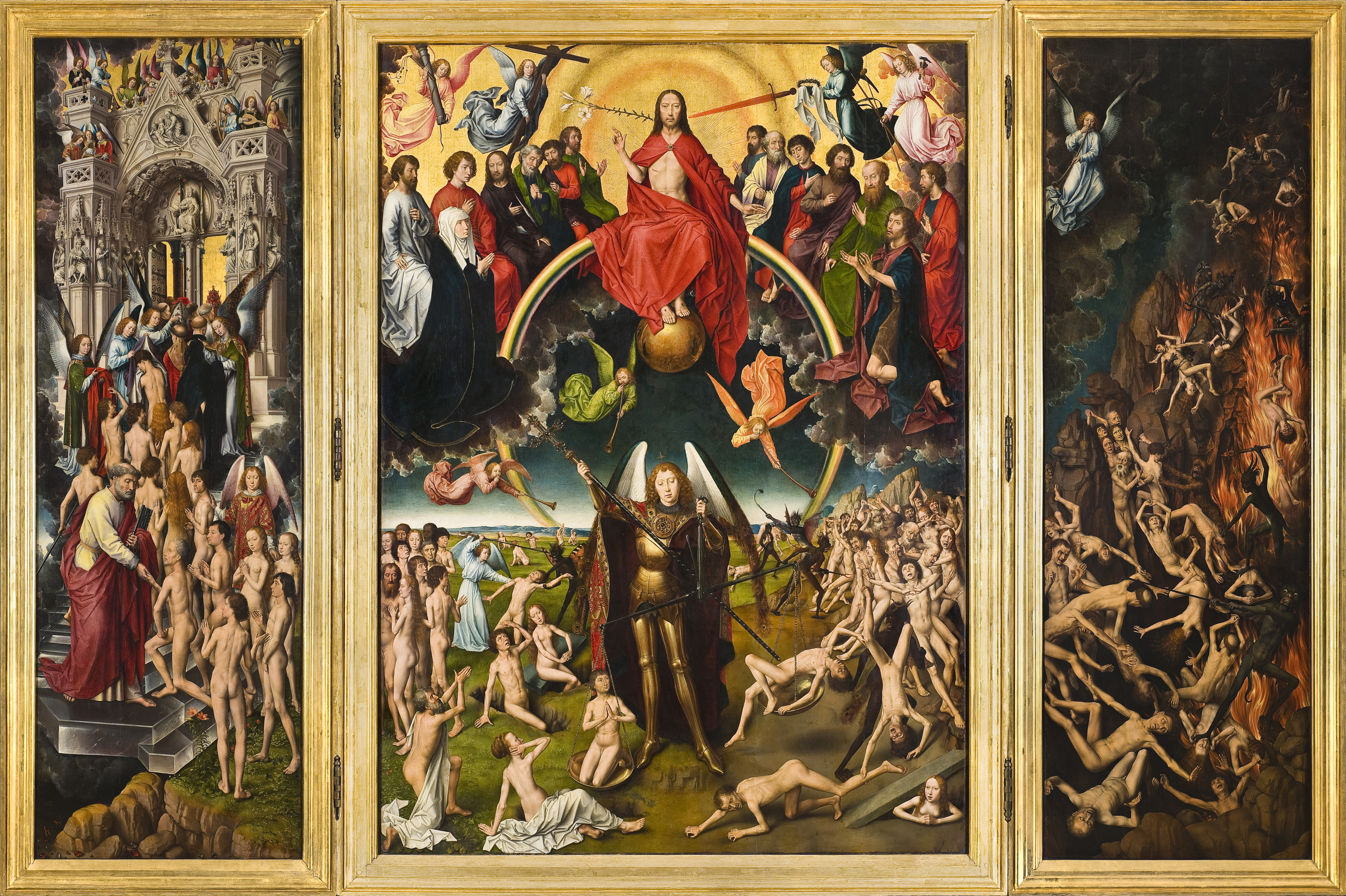
لوحة «يوم القيامة» للرسام الألماني هانس ميملنغ. يعتقدُ المسيحيون أنَّ يوم القيامة هو اليوم الأخير الذي تُصدَر فيه الأحكام النهائيّة على جميع الناس ممن عاشوا على الأرض حيثُ يدخلُ «الأبرار» الملكوت فيما يقبعُ «الأشرار» في النار.

لقد ظهرت أو بالأحرى برزت التنبؤات بنهاية العالَم وهي التنبؤات التي تفترضُ انقراض البشرية، أو انهيار الحضارة، أو تدمير الكوكب ككل منذ بداية الحقبة العامة على الأقل. ترتبطُ معظم هذه التنبؤات بالديانات الإبراهيمية، حيثُ غالبًا ما يُفسِّر أصحاب مثل هذه الافترضات تنبآتهم بما وردَ في كتبهم المقدسة. تُشير التنبؤات المسيحية عادةً إلى أحداث مثل نشوة الطرب، و‌يوم القيامة، و‌المجيء الثاني للمسيح ومثله تفعلُ الديانتَين الإسلامية واليهوديّة مع اختلافِ الأحداث والتفاصيل. بصفة عامّة، فإنَّ أحداث نهاية الزمان الواردة في أغلبِ التنبؤات يكون مصدرها غالبًا تفسيرٌ ما في الكتاب المقدَّس لإحدى الديانات. غالبًا ما تتخذُ هذا التنبؤات شكل حسابات رياضية، مثل محاولة حساب اليوم الذي سيكون فيه قد مرَّ 6000 سنة منذ خَلَقَ الله الأرض، والذي وفقًا للتلمود (المصدر الأول للشريعية الدينية اليهودية) يُمثِّلُ الموعد النهائي لظهور المشيح الذي يُبشِّر بنهاية العالم وتخليصِ الشعب اليهودي من ويلاته. لا تقتصرُ تنبؤات نهاية العالَم على الأشخاص الذين يستنبطون مثل هذه الأفكار من الكتب الدينيّة فحسب، بل ينضمُّ لهم في هذا علماء من مختلفِ التخصصات والذين يتوقعون حصول كوارث طبيعية تُنهي الحياة على كوكب الأرض. يُصدِّقُ المجتمع العلمي مثل هذه السيناريوهات التي يفترضها علماء الطبيعة وغيرهم مقارنةً بعلماء الفقه كونها واقعية أو معقولة نوعًا ما، ومع ذلك فإنّ أغلب أفراد المجتمع العلمي يرفضون تصديق حدوثها الوشيك ويفترضون أنّ بعضها قد يحصل لكن بعدَ مئات آلاف السنين وحتى ملايين السنين من الآن.
أُجريت القليل من الأبحاث حول السبب الذي يدفعُ الناس لافتراضِ تنبؤاتٍ حولَ نهاية العالم، ومع ذلك فإنّ أغلبَ الأسباب التي تُفسِّر الدافع تنحصرُ في تحويل الانتباه عن الأزمات الفعلية مثل الفقر والحرب، والأجندات السياسية، وتشجيع الكراهية تجاه مجموعات معينة. جديرٌ بالذكرِ هنا أنَّ موضوعَ معاداة السامية لطالما كان موضوعًا شائعًا للتنبؤات المسيحية حول نهاية العالم في العصور الوسطى، أمَّا الرسوم الفرنسية واللوثرية التي تتوقعُ نهاية العالم فقد كانت معروفة أنها موجَّهة ضدَّ كلٍ من الإنجليز والكاثوليكيين على التوالي. يفترضُ علماء النفس عدّة تفسيرات محتملة للسبب الذي يدفعُ الناس للإيمان بالتنبؤات المروعة الحديثة ويُمكن تلخيص هذه الأسباب في محاولة التقليل العقلي من الأخطار الفعليّة في العالم إلى مصدر واحد يمكن تحديده، وانبهار الإنسان الفطري بالخوف، وسمات شخصية جنون العظمة. يُقال إنَّ انتشار الديانات الإبراهيمية عبر التاريخ الحديث قد خلقَ ثقافةً تُشجِّع على الإيمانِ بمستقبلٍ يختلفُ اختلافًا جذريًا عن الحاضر،  ويرجعُ الفضل في هذه الثقافة إلى زيادة شعبية التنبؤات الأكثر علمانية، مثل الظاهرة التي عُرفَت إعلاميًا باسمِ ظاهرة عام 2012، مع الحفاظِ على الفكرة القديمة القائلة بأنَّ قوة قوية ما – والتي تختلفُ بحسبِ التنبؤات – ستُنهي البشرية.
وجدت استطلاعات الرأي التي أُجريت في عام 2012 في 20 دولة أنَّ أكثر من 14% من الناس يعتقدون أن العالم سينتهي خلال حياتهم لا بعدَ مماتهم، وتتراوح هذه النسب بين 6% في فرنسا و22% في الولايات المتحدة وتركيا. يُلاحَظ أن الاعتقاد أو الإيمان بنهاية العالم هو أكثرُ انتشارًا في صفوفِ الأشخاص ذوي المعدلات التعليمية المنخفضة، وفي وسط الأسر ذوي الدخل المنخفض، وأولئك الذين تقلُّ أعمارهم عن 35 عامًا، فعلى سبيلِ المثال لا الحصر وبحسبِ استطلاعٍ للرأي عام 2015 فقد اعتقدَ 30% من عامّة الناس في المملكة المتحدة أنَّ نهاية العالم من المحتمل أن تحدث خلالَ حياتهم، مقارنةً بـ 10% فقط في صفوفِ الخبراء والعاملين في مؤسسة التحديات العالمية (بالإنجليزية: Global Challenges Foundation)‏ وهي منظمة سويدية غير ربحية تسعى إلى زيادة الوعي بالمخاطر الكارثية العالمية والحوكمة العالمية اللازمة للتعامل مع هذه المخاطر. اعتقدَ عامّة الناس خلال هذا الاستطلاع أنَّ السبب الأكثر ترجيحًا هو الحرب النووية، بينما اعتقد خبراء المؤسسة أن النهاية المحتملَة قد تكون بسببِ الذكاء الاصطناعي. اعتقدَ 3% فقط من البريطانيين أن نهاية العالَم ستكون بسبب يوم القيامة مقارنةً بـ 16% من الأمريكيين، فيما اعتبرَ ما بين 1 إلى 3% من المستطلَعين من كلا البلدين أنَّ نهاية العالم ستكون بسبب الزومبي أو غزو الكائنات الفضائي.

## الألفية الأولى
| التاريخ     | المُتَنَبِّئ                                      | معلومات إضافيّة | المراجع              |
| ----------- | -------------------------------------------- | --- | -------------------- |
| 66–70       | سايمون بار جيورا الأسينيون اليهود            | رأت طائفة الزاهدون الأسينيون اليهود في الثورة اليهودية الكبرى ضد الرومان في 66–70 ميلادية في يهودا على أنها معركة نهايةِ الزمان التي ستؤدي إلى وصول المشيح. طلبَ سيمون سكّ عملات معدنية جديدة استعدادًا لإعلان ما يُعرَف بـ «خلاص إسرائيل»، وبالتالي عودة اليهود لحالتهم الأولى المثاليّة. | [ 14 ] [ 15 ]        |
| 365         | هيلاري بواتييه                               | أعلن هذا الأسقف الفرنسي أنَّ نهاية العالم ستحدث خلال هذا العام. | [ 16 ]               |
| 375–400     | مارتين التوروزي                              | صرَّح هذا الأسقف الفرنسي أنَّ العالم سينتهي قبل 400 ميلادية، فكتب فيما معناه: «لا شكَّ في أن المسيح الدجال قد وُلدَ بالفعل. بعد أن استجمعَ قواه في سنواته الأولى، سيصلُ إلى السلطة العليا بعد اكتمالِ نضجه».                                                                                   | [ 17 ] [ 18 ]        |
| 27 مايو 482 | هيدراتيوس                                    | كتب أسقف أكوي فلافيا (تشافيز الحديثة، البرتغال) في حوالي 469 يُوضِّح إيمانه الراسخ بأن البشرية تعيشُ في نهاية الزمان، وهي متجهةٌ نحو هلاكها المؤكد في هذا اليوم (27 مايو)، حيثُ سيعود يسوع وستكون نهاية العالم.                                                                           | [ 19 ]               |
| 500         | هيبوليتوس الروماني يوليوس أفريكانوس إيريناوس | تنبأ الثلاثة بأن يسوع سيعود في هذا العام، وكانت إحدى التنبؤات مبنية على أبعاد وقياسات سفينة نوح. | [ 16 ] [ 20 ]        |
| 6 أبريل 793 | بيتوس ليبانا                                 | تنبأ هذا الراهب الإسباني بالمجيء الثاني للمسيح ونهاية العالم في ذلك اليوم أمام حشدٍ كبيرٍ من الناس. | [ 16 ]               |
| 800         | يوليوس أفريكانوس                             | عاودَ هذا المؤرخ المسيحي تنبؤاته فغيَّرَ من تاريخ نهاية العالَم الذي قال إنه سيكون عام 500 إلى 800. | [ 21 ]               |
| 799–806     | جريجوري أوف تورز                             | حَسَبَ هذا الأسقف الفرنسي أن نهاية العالم ستحدث بين 799 و806. | [ 22 ]               |
| 847         | ثيوتا                                        | أعلن هذا المسيحي في عام 847 أن العالم سينتهي في هذا العام، على الرغمِ من اعترافه لاحقًا بأن التنبؤ كان احتياليًا فجُلدَ علنًا. | [ 18 ] [ 23 ]        |
| 992–995     | مسيحيون مختلفون                              | يُصادف يوم الجمعة العظيمة خلال هذه الفترة عيد البشارة، ولطالما كان يُعتقد أن هذا هو الحدث الذي من شأنه أن يُولَد المسيح الدجال فيه، وبالتالي نهاية الزمان وذلكَ في يومٍ من السنوات الثلاثة.                                                                                               | [ 24 ]               |
| 1000        | البابا سيلفستر الثاني آخرون                  | وفقًا لعدة مصادر فقد توقَّع العديد من رجال الدين المسيحيين هذا التاريخ باعتباره الألفية، بما في ذلك البابا سيلفستر الثاني، ونتيجةً لذلك، قِيل إن أعمال شغب وقعت في أوروبا وتوجَّه الحجاج شرقًا إلى القدس، ومع ذلك فقد جادل مؤرخون آخرون في حدوث أي من هذه الأحداث على الإطلاق.              | [ 16 ] [ 20 ] [ 25 ] |

## الألفية الثانية

### القرن 11 إلى 15
| التاريخ   | المُتَنَبِّئ               | معلومات إضافيّة | المراجع       |
| --------- | --------------------- | --- | ------------- |
| 1033      | مسيحيون مختلفون       | بعد فشل تنبئهم في فاتح كانون الثاني/يناير 1000، اقترحَ بعض المنظرين المسيحيين أن النهاية ستحدث بعد 1000 عامٍ من موت يسوع، بدلاً من ولادته.     | [ 16 ] [ 20 ] |
| 1200–1260 | يواكيم الفيوري        | اعتقدَ هذا الصوفي الإيطالي أنَّ الألفية ستبدأ بين1200 و1260، وفيها قد ينتهي العالَم.                                                            | [ 21 ]        |
| 1284      | البابا إنوسنت الثالث  | تنبأ البابا إنوسنت الثالث (توفي عام 1216) بأن العالم سينتهي بعد 666 عامًا من مرحلة انتشار الإسلام عام 618.                                   | [ 17 ]        |
| 1290 1335 | يواكيم الفيوري        | بعد فشل تنبؤاته لعام 1260، أعادَ أتباع يواكيم الفيوري تحديد موعد نهاية العالم إلى عام 1290 ثم مرة أخرى إلى عام 1335.                         | [ 26 ]        |
| 1346–1351 | مختلف الأوروبيين      | فسَّر الكثيرون انتشار الموت الأسود في جميع أنحاء أوروبا على أنه علامةٌ على نهاية الزمان.                                                       | [ 16 ] [ 27 ] |
| 1368–1370 | جان دي روكيتيلاد      | توقَّع هذا الخيميائي الفرنسي أن يأتي المسيح الدجال في عام 1366 وأن الألفية ستبدأ إما في عام 1368 أو 1370، وأنَّ نهاية العالم ستكون بين السنتين. | [ 22 ]        |
| 1378      | أرنالدوس دي فيلا نوفا | كتب هذا الطبيب والمُصلح الديني أنَّ المسيح الدجال سيظهرُ خلال هذه السنة، ومعه سينتهي العالم.                                                    | [ 26 ]        |

## القرن السادس عشر
| التاريخ        | المُتَنَبِّئ          | معلومات إضافيّة | المراجع       |
| -------------- | ---------------- | --- | ------------- |
| 1504           | ساندرو بوتيتشيلي | اعتقد هذا الرسام أنّ نهاية العالم ستكونُ بعد ثلاث سنوات ونصف من عام 1500 حتى أنه كتبَ على إحدى رسوماته أنَّ الشيطان سُرعان ما سيُقيد بالسلاسل ثم تنتهي الحياةُ بعدها. | [ 22 ] [ 28 ] |
| 1 فبراير 1524  | منجمو لندن       | توقعت مجموعة من المنجمين في لندن أن ينتهي العالم بفيضان يبدأ في العاصِمة لندن، وذلك بناءً على حسابات أُجريت في حزيران/يونيو 1523. غادرَ ما مجموعه عشرون ألفًا من سكان المدينة متجهين إلى أماكن أعلى تحسبًا للفيضانات التي توقَّع المنجمون أن تضربَ المدينة وتكون بدايةً لنهاية الحياة على هذا العالَم.         | [ 24 ] [ 29 ] |
| 20 فبراير 1524 | يوهانس ستوفلر    | رأى هذا المنجم أن محاذاة الكواكب في برج الحوت علامةٌ على نهاية العالم. | [ 24 ]        |
| 1525           | توماس مونتسر     | اعتقدَ توماس أنَّ عام 1525 سيكون نهاية العالم خاصة وأنه كان من أتباعِ تجديديّة العماد. قُتلَ أتباع الرجل بنيران مدفعٍ في معركة غير متكافئة مع قوات حكومية، أما هو فماتَ تحت التعذيب وقُطع رأسه. | [ 20 ] [ 30 ] |
| 27 مايو 1528   | هانز هت          | تنبأَ هذا الألماني الذي كان يتبعُ هو الآخر حركة تجديدية العماد المسيحيّة بنهاية العالم في هذا التاريخ. | [ 22 ]        |
| 1528           | يوهانس ستوفلر    | فشلَ تنبأ يوهانس لعام 1524 فعاد لكتابة تاريخٍ منقحٍ كما قال، حيث أكّد هذه المرة أن النهاية الفعلية للعالم ستكون في عام 1928 أي بعد 4 سنواتٍ فحسب من توقعه الأول. | [ 24 ]        |
| 19 أكتوبر 1533 | ميكائيل شتيفل    | تنبأَ عالم الرياضيات شتيفل أنَّ يوم القيامة سيبدأُ في تمامِ الساعة 8:00 صباحًا في هذا التاريخ. | [ 26 ]        |
| 1533           | ملكيور هوفمان    | يتبعُ ملكيور فئة تجديدية العماد وقد تنبأ بحدوثِ المجيء الثاني للمسيح عام 1533 في ستراسبورغ،، كما ادعى أنه سيتمُّ إنقاذ 144.000 شخص، بينما ستلتهم النار بقية العالم. | [ 21 ]        |
| 5 أبريل 1534   | جان ماتيس        | أثناء تمرد مونستر في مدينة مونستر الألمانية والذي كان سببه طائفي بحت، أعلن القائد جان ماتيس الذي يميلُ لتجديدية العماد أنَّ نهاية العالم ستحدث في هذا التاريخ، وحين حلَّ اليوم الموعود بحسبِ نبوءته قادَ ماتيس هجومًا فاشلاً ضد القيادي الآخر في مدينة مونستر فرانز فون فالديك وانتهى الهجوم بقطع رأسِ الأول. | [ 18 ]        |
| 1555           | بيير ديلي        | كتبَ عالِم اللاهوت الفرنسي بييير ديلي في حوالي عام 1400 أن 6845 عامًا من تاريخ البشرية قد مرت بالفعل، وستكون نهاية العالم حين الوصول للعام 7000 وهو ما يُعادل السنة 1555 ميلاديّة. | [ 26 ]        |
| 1585           | مايكل سيرفيتوس   | في كتابه «استعادة المسيحية» (الاسم الأصلي: Christianismi Restitutio) ادعى المصلِح الإسباني المولد أن حكم الشيطان في هذا العالم بدأ عام 325 بعد الميلاد، في مجمع نيقية، وسيستمر لمدة 1260 عامًا، وينتهي بذلك في عام 1585 ومعه ينتهي العالم.                                                            | [ 31 ]        |
| 1588           | ريغيومونتانوس    | توقَّع عالم الرياضيات والفلك نهاية العالم خلال هذا العام. | [ 24 ]        |
| 1600           | مارتن لوثر       | تنبأ لوثر، الكاهن الألماني وأستاذ اللاهوت المعروف ببدءِ الإصلاح البروتستانتي، بأن نهاية العالم ستحدثُ في تاريخٍ لن يتجاوزَ السنة 1600 ميلاديّة. | [ 22 ]        |